# Karl Timmermann

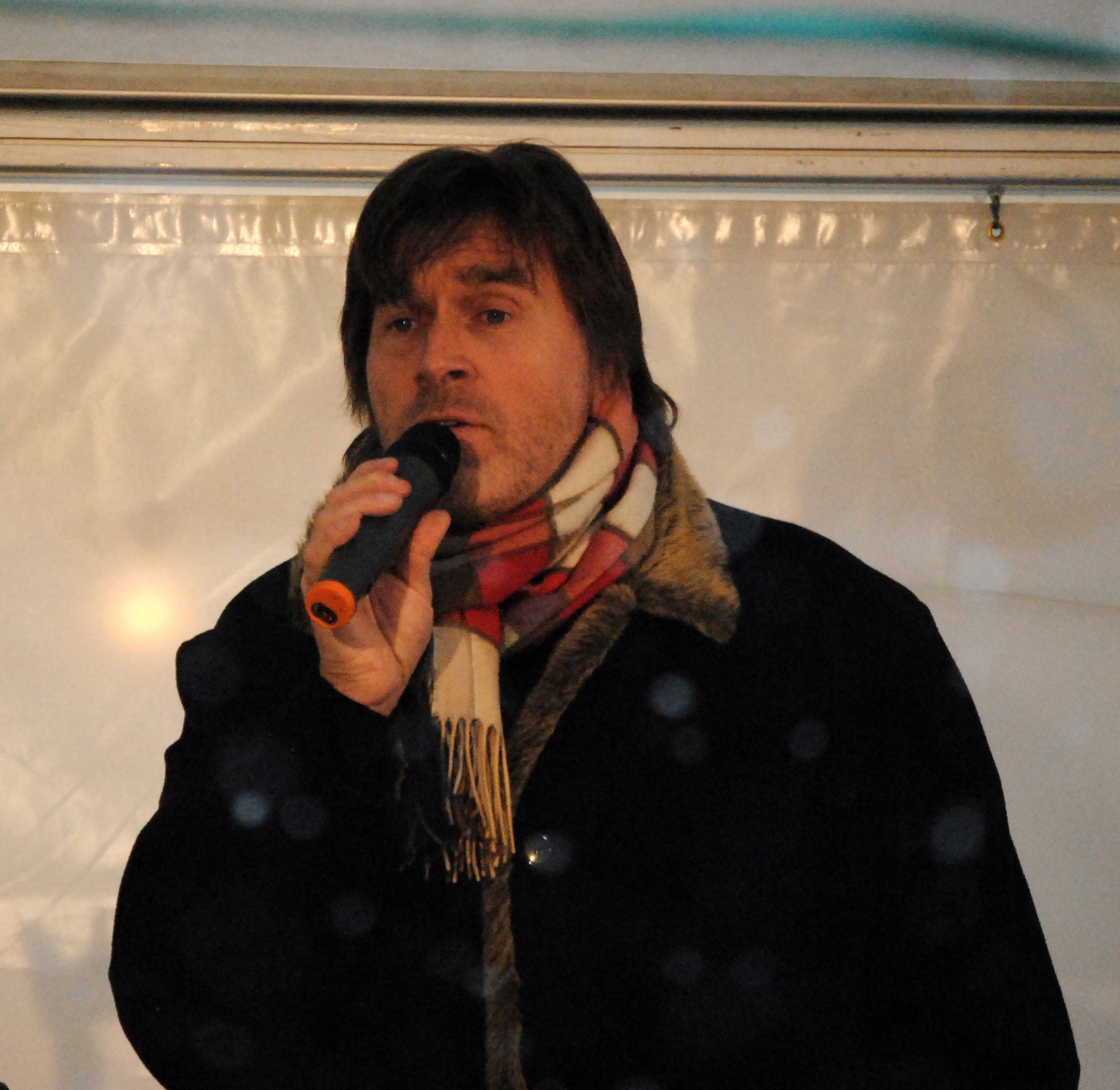
Karl Timmermann auf dem Weihnachtsmarkt Bloemersheim im Dezember 2010

Karl Timmermann (* 21. Januar 1952 in Marienbaum bei Xanten) ist ein deutscher Sänger, Texter, Komponist und Musikproduzent auf dem Gebiet des Schlagers und der volkstümlichen Musik. 

## Leben
Timmermann sang bereits mit 16 Jahren in der Band The Dragons, mit der er einen Erfolg (Hello, I love Maria) in der belgischen Hitparade hatte. Danach folgten einige Versuche als Schlagersänger, unter anderem mit dem von Ralph Siegel komponierten Titel Good bye, Elvis, doch auf dem Schlagermarkt konnte er sich damit nicht etablieren. Er übte daher zunächst seinen erlernten Beruf des Lehrers aus. Nebenher tingelte er mit der Gruppe Universum durch die Gegend.
1988 bewarb sich Timmermann bei Rudi Carrell in dessen Sendung Lass dich überraschen als Imitator von Barry Gibb von den Bee Gees. Dadurch erlangte er einen größeren Bekanntheitsgrad, so dass er zunächst mit Rudi Carrell auf Tournee ging. Daneben schrieb und komponierte er eigene Lieder.
1991 bewarb er sich beim Grand Prix der Volksmusik. Sein Titel Niederrhein erreichte bei der deutschen Vorentscheidung den 10. Platz. Ebenfalls Platz 10 erreichte sein Titel Leuchtturm beim niedersächsischen Wettbewerb Lieder so schön wie der Norden 1991. Beim Grand Prix der Volksmusik 1996 war er mit dem Titel Vinela vertreten, erreichte jedoch nicht das Finale.
Er ist seit 1975 mit Renate Timmermann verheiratet und hat eine Tochter sowie einen Sohn. Ein weiterer Sohn (* 1979) war behindert und starb im Februar 2002, worauf Karl Timmermann das Buch Du liebtest das Leben – Familienglück mit einem behinderten Kind, dessen Erlös der Lebenshilfe zugutekam, schrieb. Timmermann und seine Frau arbeiteten als Lehrer an der ehem. Städtischen Gemeinschafts-Hauptschule von Kevelaer, wo die Familie noch heute wohnt. Heute ist der Sänger vor allem als Moderator der Fernsehsendung Heimatklänge des WDR bekannt.

## Erfolgstitel
- Muscheln und Wind
- Leuchtturm
- Niederrhein
- Vinela
- Zauber der Heimat
- Seemann ahoi
- Auf dem Fischmarkt

## Diskografie

### Alben
- Weihnacht in aller Welt
- Favourite Colours
- Meine schönsten Lieder
- Weihnacht am Niederrhein
- Glocken über’m Rhein
- Sommer der Liebeslieder
- Remember Karl Timmermann
- Traum am Meer
- Heimatklänge (1999)
- Das große Lichtermeer (2001)